# 小行星2945
小行星2945（2945 Zanstra）是一颗围绕太阳公转的小行星。1935年9月28日，亨德里克·范根特在约翰内斯堡发现了此天体。
該小行星以荷蘭天文學家赫爾曼·贊斯特拉命名。
这颗小行星的绝对星等为242.7287362489152等。